# Martin Pipa
Martin Pipa (ur. 3 września 1974 w Bratysławie) – słowacki siatkarz, reprezentant Słowacji od 1999, występujący na pozycji libero. Startował na Mistrzostwach Europy w roku 2003. Jego ojciec, Štefan Pipa także był siatkarzem.

## Kariera klubowa
- 1993–1996: Slavia Bratysława, Ravijoma Bratysława
- 1996–2002: Spartak Myjava
- 2002–2003: Odolena Voda
- 2003–2004: Paris Volley
- 2004–2005: VK Kladno

## Sukcesy
- Mistrzostwa Słowacji:
  -  2002
- Mistrzostwa Czech:
  -  2003